# Kwakiutl

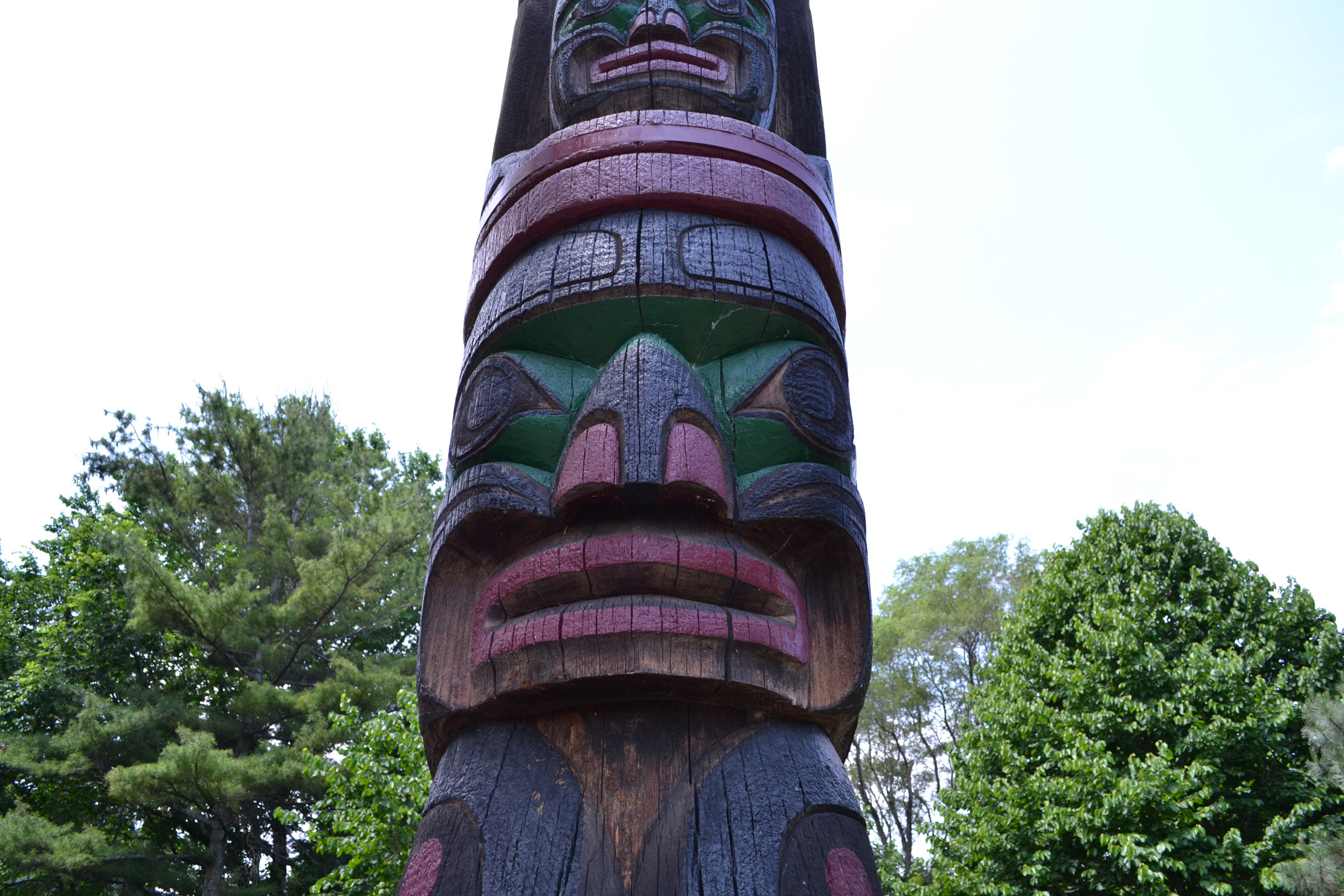
Esempio di Totem Kwakiutl

I Kwakiutl, detti anche Kwakwaka'wakw (pronuncia: quaquaka uacv), sono un popolo di nativi americani stanziati nel nord-ovest, nell'attuale Columbia Britannica (Canada). Tradizionalmente raccoglitori e cacciatori, vivevano in case di legno, lavoravano il rame ed erano abili nell'artigianato di alta qualità. Il loro oggetto simbolo è il palo totemico; molto nota è la caratteristica cerimonia potlatch.
Nel 2016 la comunità kwakiutl contava 3665 individui.